# Хлопчики з Танги
«Хлопчики з Танги» («Тангалик болалар») — радянський художній фільм 1990 року, знятий режисером Темурмаліком Юнусовим.

## Сюжет
Музичний фільм із піснями та танцями про пригоди маленького хлопчика Дастана, який хоче стати артистом, співаком та про його старших друзів Нартая та Закіра, які йому в цьому допомагають.

## У ролях
- Мухаммаджан Рахімов — Нартай
- Дастан Убайдуллаєв — Дастан
- Ібрахім Саїдахмадов — Закір
- Шахноза Фазілджанова — Назіра
- Мурад Раджабов — роль другого плану
- Айбарчин Бакірова — роль другого плану
- Ширін Азізова — бабуся Достона
- Азіза Карімова — роль другого плану
- Фархад Амінов — начальник редакції
- Анвар Кенджаєв — листоноша
- Р. Якубджанова — роль другого плану
- Є. Тухтаєва — роль другого плану
- Оліма Якубова — роль другого плану
- Холік Хурсандаров — роль другого плану
- Сагді Табібуллаєв — житель кишлаку
- Шеркузі Газієв — міліціонер
- Бекзод Мухаммадкарімов — художник театру
- Фатіма Реджаметова — епізод
- Раджаб Адашев — театральний режисер
- Фатхулло Максудов — епізод
- Якуб Ахмедов — начальник міліції
- Гаухар Закірова — актриса, виконує роль, Дездемони у виставі «Отелло»
- Шерзод Юнусов — епізод
- Муаззам Убайдуллаєва — епізод
- Хусан Шаріпов — перехожий
- Шариф Кабулов — епізод
- Тухтасин Мурадов — епізод
- Муллабек Мірзабеков — епізод
- Максуд Атабаєв — співробітник редакції
- Наїма Пулатова — епізод
- Шарафат Шакірова — перехожа
- Хаджибай Таджибаєв — конферансьє
- Лютфі Саримсакова — епізод
- Ч. Акбарова — епізод
- Р. Мамаджанова — епізод
- Фаррух Закіров — співак ВІА
- Рустам Іллясов — соліст ВІА, гітарист
- Алішер Туляганов — соліст ВІА, басист
- Сарвар Казієв — соліст ВІА, клавішні
- Джавлон Тухтаєв — соліст ВІА, барабанщик
- Аббос Алієв — соліст ВІА, другий гітарист
- Юлдуз Хамідова — співробітниця редакції
- Меліс Абзалов — начальник заводу
- Карим Мірхадієв — перехожий

## Знімальна група
- Режисер — Темурмалік Юнусов
- Сценарист — Ріхсівой Мухамеджанов
- Оператор — Нажміддін Гулямов
- Композитор — Мірхаліл Махмудов
- Художник — Садріддін Зіямухамедов